# 臺灣中小企業銀行
臺灣中小企業銀行（簡稱臺灣中小企銀、臺灣企銀或臺企銀、臺灣企業銀行）是臺灣一家中小企業信用專業銀行，1915年成立、1998年民營化，為臺灣「八大行庫」之一。目前計有國內分行125間、海外分行9間。

## 歷史

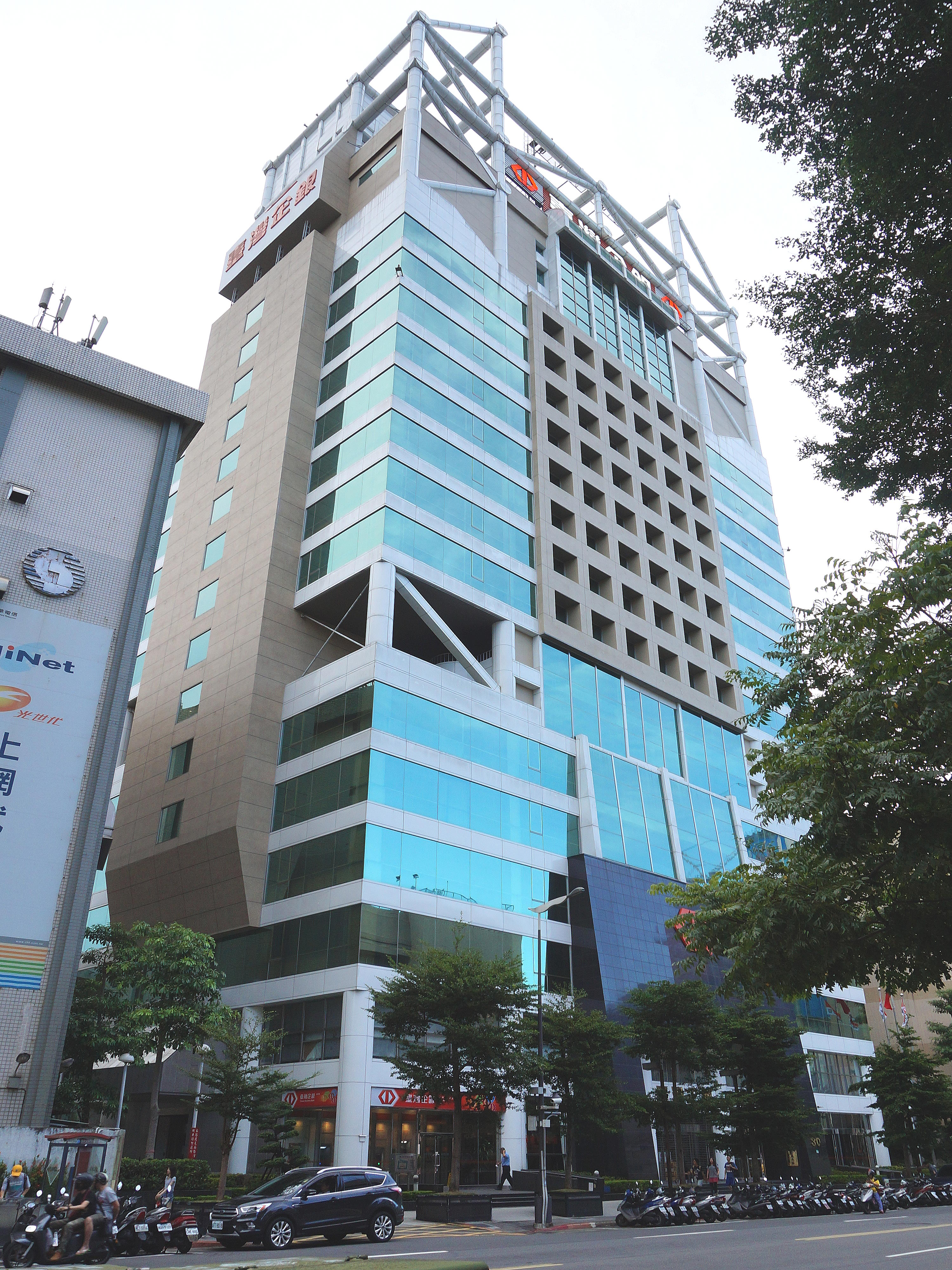
臺灣中小企業銀行總行

- 1915年6月，「臺灣無盡株式會社」於臺北市創立，「無盡」是日語「標會」之意。1915年7月，「大正無盡株式會社」創立於臺南市。
- 1920年7月1日，「臺灣勸業無盡株式會社」開業，資本額50萬日圓，總部設於臺北市本町3丁目1番地（今臺北市中正區懷寧街30號，已於1970年改建花華大飯店）。
- 1920年，臺灣無盡與大正無盡為臺灣勸業無盡購併。
- 1926年，臺灣勸業無盡改組更名為「臺灣南部無盡株式會社」。
- 1946年9月1日，臺灣省行政長官公署將「臺灣南部無盡」、「東臺灣無盡」、「臺灣住宅無盡」等四家株式會社合併為「臺灣無盡業股份有限公司」。
- 1947年5月31日，臺灣無盡業奉准接收「常盤土地株式會社」。1947年6月1日，臺灣無盡業更名為「臺灣省人民貯金互濟股份有限公司」。
- 1948年1月，臺灣省人民貯金互濟公司更名為「臺灣省合會儲蓄股份有限公司」。
- 1976年7月1日，依《銀行法》規定，臺灣省合會儲蓄公司改制為「臺灣中小企業銀行股份有限公司」，成為中華民國首先創設以提供中小企業融資與輔導為主的銀行。
- 1998年1月22日，臺灣中小企業銀行改制為民營銀行。
- 1999年，臺灣中小企業銀行總行從臺北市中正區重慶南路與襄陽路口的舊總行大樓搬至臺北市大同區塔城街30號。
- 2005年9月8日，臺灣中小企業銀行產業工會發動臺灣北部各分行員工近300人於總行大門口集合罷工，反對財政部將臺灣中小企業銀行標售給其他金控公司。
- 2005年9月9日，臺灣中小企業銀行標售案截標，只有玉山金控、富邦金控與兆豐金控投標，但董事長鍾甦生在總行大門口向抗爭員工宣布標售案「沒有結果」，引起各界譁然。
- 2005年9月14日，臺灣中小企業銀行標售案確定流標，財政部表示，本年底前無法達成臺灣中小企業銀行「公股退場」目標。
- 2013年4月3日，臺灣中小企業銀行成立子公司「台灣企銀國際租賃股份有限公司」。

## 歷任董事長
| 董事長   | 董事長                      | 董事長                                                                         |
| 屆次     | 姓名                        | 任期                                                                           |
| -------- | --------------------------- | ------------------------------------------------------------------------------ |
| 第一屆   | 張芳燮 陳寶川               |                                                                                |
| 第二屆   | 陳寶川 楊承厚 趙既昌        |                                                                                |
| 第三屆   | 趙既昌                      |                                                                                |
| 第四屆   | 趙既昌 宋明義               |                                                                                |
| 第五屆   | 宋明義                      |                                                                                |
| 第六屆   | 曾文謙                      |                                                                                |
| 第七屆   | 曾文謙 黃海南               |                                                                                |
| 第八屆   | 黃海南 蕭介仁               |                                                                                |
| 第九屆   | 蕭介仁 王榮周               |                                                                                |
| 第十屆   | 王榮周 鍾甦生 張兆順 蘇金豐 |                                                                                |
| 第十一屆 | 蘇金豐 蔡慶年               | 2006年6月－2009年1月5日 2009年1月5日－6月19日                                  |
| 第十二屆 | 蔡慶年 羅澤成               | 2009年6月19日－7月23日 2009年7月23日－2012年6月18日                            |
| 第十三屆 | 羅澤成 廖燦昌 黃添昌        | 2012年6月18日－7月3日 2012年7月3日－2014年6月23日 2014年6月23日－2015年6月26日 |
| 第十四屆 | 朱潤逢 黃博怡               | 2015年6月26日－2017年11月24日 2017年11月24日－2018年6月29日                    |
| 第十五屆 | 黃博怡 林謙浩               | 2018年6月29日－2021年4月1日 2021年4月28日－7月20日                             |
| 第十六屆 | 林謙浩 劉佩真               | 2021年7月20日－2023年6月16日 2023年6月16日－2024年7月19日                      |
| 第十七屆 | 劉佩真                      | 2024年7月19日－2025年2月21日                                                   |
| 第十七屆 | 李嘉祥                      | 2025年4月10日－現職                                                            |

## 歷任總經理
| 總經理   | 總經理               | 總經理                                                                   |
| 屆次     | 姓名                 | 任期                                                                     |
| -------- | -------------------- | ------------------------------------------------------------------------ |
| 第一屆   | 熊智明               |                                                                          |
| 第二屆   | 李洪鰲               |                                                                          |
| 第三屆   | 宋明義               |                                                                          |
| 第四屆   | 蔡茂興               |                                                                          |
| 第五屆   | 黃海南               |                                                                          |
| 第六屆   | 蕭介仁               |                                                                          |
| 第七屆   | 蕭介仁               |                                                                          |
| 第八屆   | 蕭介仁 呂和義        |                                                                          |
| 第九屆   | 呂和義 蘇金豐        |                                                                          |
| 第十屆   | 蘇金豐 黃秀男 羅澤成 |                                                                          |
| 第十一屆 | 羅澤成 黃新吉        | 2006年6月－2007年1月2日 2007年5月21日－2009年6月26日                     |
| 第十二屆 | 廖燦昌               | 2009年6月26日－2012年6月18日                                             |
| 第十三屆 | 廖燦昌 黃添昌 林增壽 | 2012年6月18日－7月10日 2012年7月10日－2015年2月4日 2015年2月4日－6月26日 |
| 第十四屆 | 林增壽 周燦煌        | 2015年6月26日－2016年7月1日 2016年7月1日－2018年3月21日                  |
| 第十五屆 | 施建安 張志堅        | 2018年3月21日－2019年11月6日 2019年11月8日－2021年7月20日                |
| 第十六屆 | 張志堅               | 2021年7月20日－2024年06月21日                                            |
| 第十七屆 | 張志堅 李國忠        | 2024年6月21日－8月26日 2024年8月26日－現任                               |

## 組織架構
- 股東會→董事會、策略發展委員會、審計委員會、薪資報酬委員會、企業社會責任委員會、董事長
- 董事長→總稽核、風險管理委員會、總經理、董事會秘書處
- 總稽核→董事會稽核處
- 總經理→資產負債管理委員會、經營策略委員會、防制洗錢及打擊資恐委員會、副總經理、總行法令遵循主管
- 副總經理→授信審議委員會、逾期放款清理委員會、信託財產評審委員會、人事評議委員會、資訊策劃發展委員會、資通安全管理委員會、個人金融事業群、企業金融事業群、財務運籌事業群、營運發展中心、風險管理中心、行政管理中心、區營運處
- 總行法令遵循主管→個人資料保護管理委員會、法令遵循事務
- 法令遵循事務→法令遵循處
- 個人金融事業群→信託部、證券部、財富管理部、信用卡部、個人金融部
- 企業金融事業群→國際部、企業金融部
- 財務運籌事業群→財務部
- 營運發展中心→資訊部、數位金融部、業務發展部
- 風險管理中心→債權管理部、徵信部、授信管理部、風險管理部、資安部
- 行政管理中心→會計處、行政管理處、人力資源處
- 業務發展部→國內作業中心
- 數位金融部→客戶服務中心
- 企業金融部

## 外部連結
- 臺灣中小企業銀行 （页面存档备份，存于）（繁體中文）
- 臺灣企銀 - 我的夢想+的Facebook專頁